# 渚にて (indigo la Endのアルバム)
『渚にて』（なぎさにて）は、indigo la Endの2枚目のミニアルバム。2012年9月5日にeninalより発売された。

## 概要
・前作『さようなら、素晴らしい世界』より約半年ぶりとなるミニアルバム。
・川谷曰く、「前作の反動で、今作は違うものを作ろうとなりすぎてしまって、ちょっとアンダーグラウンドな作品になってしまった」。
・前作に引き続き、レコーディング、ミキシングは美濃隆章(toe)

## 収録曲
全作詞・作曲:川谷絵音、全編曲:indigo la End
1. 楽園 (4:52)
2. レナは朝を奪ったみたいだ (5:52)
3. 海辺カラス (1:46)
4. 渚にて幻 (5:31)
  - スペースシャワーTV2012年9月度POWER PUSH。
5. el. (2:03)
6. 雫 (7:13)